# Ernst von Fürst

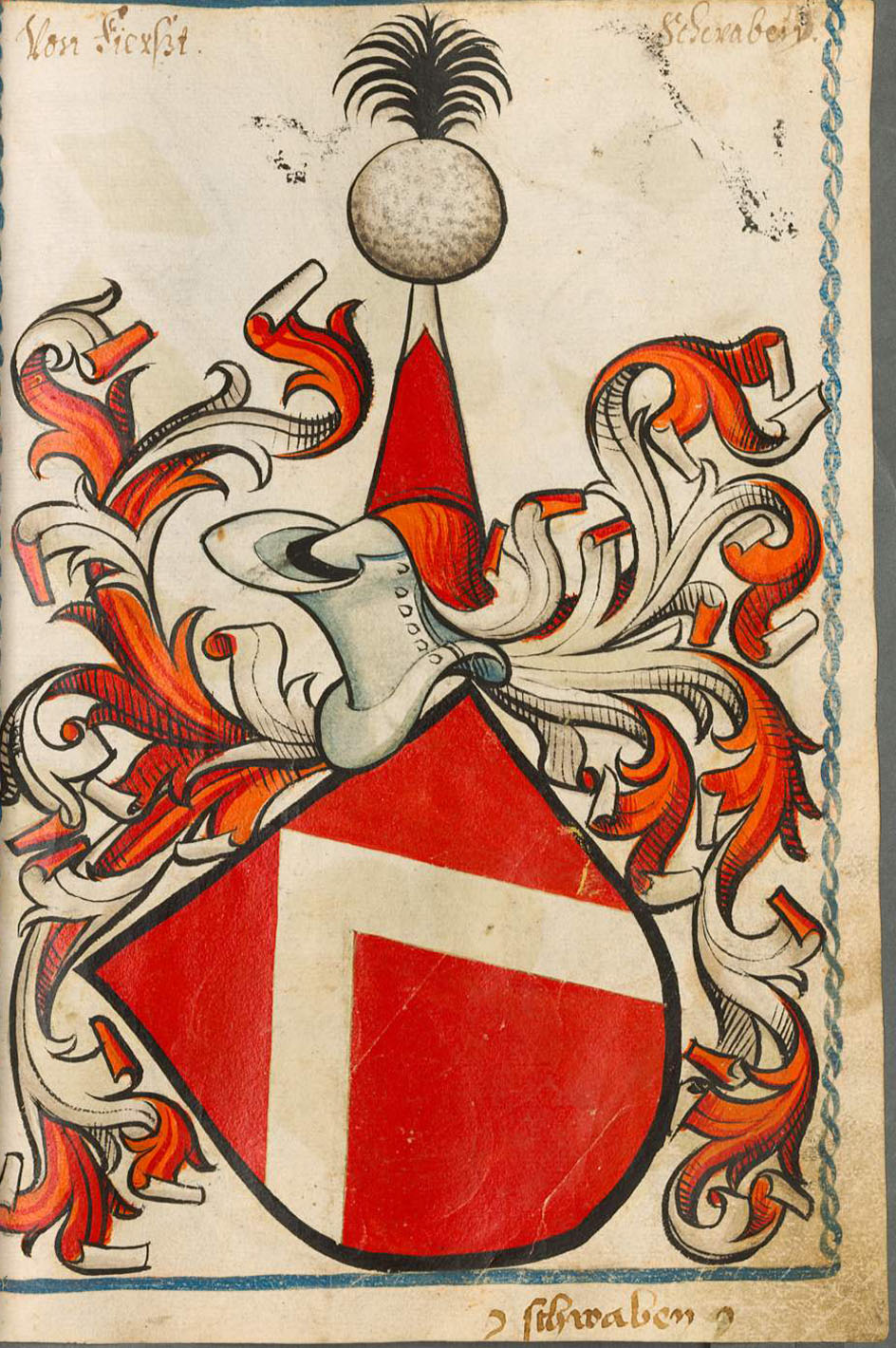
Wappen der Familie von Fürst im älteren Teil des Scheibler'schen Wappenbuches

Ernst von Fürst oder Ernst von First (um 1514) war ein Tübinger Burgvogt.

## Leben und Wirken
Ernst von Fürst, dessen Stammburg die Burg Fürst bei Öschingen war, wohnte in seinem eigenen Freyhaus in Tübingen, wo auch schon seine Vorfahren die meiste Zeit gewohnt hatten. Er hatte seit 1510 einen Besitz in Mühlen bei Horb am Neckar und hielt sich wohl zeitweise auch in Egelstal auf.
Am 18. Juni 1514 beendeten der Hohentübinger Burgvogt Ernst von Fürst und der Tübinger Vogt Konrad Breuning einen Aufstand in Tübingen. Breuning riet daraufhin dem Herzog, den Landtag nach Tübingen zu verlegen und dadurch die Landschaft von den Vertretern der Bauern zu trennen.
Ernst von Fürst war ein rascher und erfahrener Krieger. Er beteiligte sich um den 31. Juli 1514 mit einem Heeresaufgebot von 500 wohlgeputzten Tübingern und 100 Balingern im herzoglichen Heer von 1800 Mann an der Niederschlagung des Bauernaufstands im Remstal.

## Familie
Ernst von Fürst war ein Sohn des mit Ursula Swelher verheirateten Gutsherrn und Ritters Konrad von Fürst († um 1491/1494), der Inhaber des württembergischen Lehens Fürst in der Markung von Öschingen und 1464–1472 auch Burgvogt in Tübingen war. Sein Bruder Veit von Fürst war kaiserlicher Gouverneur in Modena und sein Bruder Wilhelm von Fürst war 1508 kaiserlicher Rat und Kammeradvokat.